# Paulo Leal
Paulo d'Eça Leal (Lisbona, 15 luglio 1901 – 18 settembre 1977) è stato uno schermidore portoghese, vincitore di una medaglia di bronzo nella scherma ai giochi olimpici.